# Bornéol
Le bornéol  est un composé organique bicyclique qui fait partie de la famille des terpènes. Le groupe hydroxyle y est en position endo.
Son nom historique est le camphre de Bornéo, d'où son nom.

## Isobornéol
L'isobornéol apparenté est l'isomère exo.